# Sonnenbrille
Sonnenbrille è un singolo della rapper kosovaro-svizzera Loredana, pubblicato il 15 giugno 2018.

## Video musicale
Il video musicale, reso disponibile in concomitanza con l'uscita del singolo, è stato diretto da Eugen Kazakov e Mohamed Elbouhlali.

## Tracce
Testi di Loridana Zefi, musiche di Joshua Allery e Laurin Auth.
1. Sonnenbrille – 2:41

## Classifiche
| Classifica (2018) | Posizione massima |
| ----------------- | ----------------- |
| Austria           | 8                 |
| Germania          | 12                |
| Svizzera          | 13                |